# Hyalonema solutum
Hyalonema solutum är en svampdjursart som beskrevs av Schulze 1904. Hyalonema solutum ingår i släktet Hyalonema och familjen Hyalonematidae. Inga underarter finns listade i Catalogue of Life.